# الإعاقة في سيشل
اعتبارًا من عام 1996، كان هناك 1496 شخصًا بدرجات متفاوتة من الإعاقة في سيشل.

## تاريخ
في عام 1981، بلغ عدد الأشخاص ذوي الإعاقة 2908 شخصًا بعد أن أجرت الدولة مسحًا لتحديد عدد الأشخاص الذين لديهم مثل هذه الشخصيات. وفي عام 1991، كان عددهم 732 شخصًا.

## التصنيف
يتم تصنيف الإعاقة في سيشل إلى عدة فئات، وهي الإعاقة الجسدية أو العقلية أو الفكرية وفئة الإعاقة الحسية، والتي تشمل السمع والكلام والبصر.

## المناصرة
تأسست جمعية الأشخاص ذوي الإعاقة السمعية (APHI) في عام 2005 لتدريب معلمي الصم وتعزيز الوعي العام بلغة الإشارة في سيشل.